# Temple de Sudeoksa
 (novembre 2021).
Si vous disposez d'ouvrages ou d'articles de référence ou si vous connaissez des sites web de qualité traitant du thème abordé ici, merci de compléter l'article en donnant les références utiles à sa vérifiabilité et en les liant à la section « Notes et références ».
Le temple de Sudeoksa est le temple principal de l'ordre Jogye du Bouddhisme coréen.
Ce dernier est situé dans les pentes du sud de la montagne Deoksungsan à Deoksan-myeon, dans le District de Yesan, au Chungcheong du Sud, en Corée du Sud.
Le temple de Sudeoksa fut un des seuls temples qui n'a pas été détruit lors la Guerre d'Imjin.
Son hall principal est le bâtiment en bois le plus ancien de Corée du Sud, ayant été construit par Goryeo en 1308.
Ce hall Mahavira (en hanja : 大雄殿) est un des Trésors nationaux de Corée du Sud (classé en 49e).

## Histoire
Le temple de Sudeoksa (en coréen : 수덕사, en chinois : 修德寺 (Pinyin : Xiū dé sì), Prononcé “Sou-deok-sa”) détient une très faible histoire en raison des rares documents existant par rapport à son ancienneté.
Un document raconte cependant que ce temple a été établi par le Vén Jimyeong Beopsa durant le règne du roi Wideok de Baekje.
Un autre document raconte que c'était par le Vén Sungje Beopsa à la fin de l'ère Baekje.
Néanmoins, aucune des deux revendications n'est étayée par des preuves concrètes.
En revanche, il existe des preuves que le Vén Hyehyeon a enseigné à Sudeoksa en 601, et le temple semble, par conséquent, avoir été établi avant l'année 601.
Il y a 12 temples de Baekje mentionnés dans la Littérature coréenne, dont Heungnyunsa, Wangheungsa, Chiraksa, Sudeoksa, Sajasa et Mireuksa.
Le temple de Sudeoksa est le seul à avoir survécu. Conséquemment au fait qu'un certain nombre de tuiles de toit de l'ère Baekje y ont été trouvées, il semble très probable que le temple soit originaire de l'ère Baekje.
Il ne reste aucune trace particulière du temple Sudeoksa de l'ère Goryeo, mais un « rouleau de poutre faîtière », découvert lors de réparations, révèle que la salle principale du Bouddha a été établie en 1308.
Ainsi, le temple a dû conserver sa stature de temple bouddhiste majeur jusqu'à la fin de l'ère Goryeo.
Il aurait été rénové par le maître Seon Naong Hyegeun à la fin du XIVe siècle. De plus, les archives de l'ère Joseon indiquent que la salle principale du Bouddha a été rénovée en 1528 sous les règnes du roi Yeongjo et du roi Sunjo.
À la fin de l'Empire coréen, le maître Seon Gyeongheo vivait dans ce temple et enseignait la tradition Seon.
Il a relancé la pratique et la tradition du bouddhisme Seon qui avait été interrompue dans les années 1880.
Tout en résidant dans le temple de Sudeoksa et aux temples voisins tels que Cheonjangam, Buseoksa et Gaesimsa, le Vén Gyeongheo a enseigné des disciples tels que Suwol, Hyewol, Mangong et Hanam.
Le Vén Suwol est, à lui, allé en Mandchourie.
Le Vén Hyewol est allé à Busan et a établi une lignée qui a transmis le Dharma aux moines Unbong Seongsu, Hyanggok Hyerim et Jinje Beobwon.
Ensuite, le Vén Hanam s'est rendu au temple de Woljeongsa et a établi la lignée Odaesan qui a transmis le Dharma aux moines Tanheo Taekseong, Bogyeong Huitae et Manhwa Huichan.
Enfin, le Vén Mangong est resté à Sudeoksa et a cultivé et enseigné des disciples tels que Bowol Seongin, Yongeum Beopcheon, Byeokcho Gyeongseon, Hyeam Hyeonmun et Gobong Gyeonguk.
Ainsi, ce dernier a grandement contribué à répandre ce qui restait du bouddhisme Seon, permettant à cette branche du bouddhisme de d'éparpiller dans toute la Corée.
À l'heure actuelle, le temple Sudeoksa abrite Deoksung Chongnim, l'un des cinq principaux complexes d'entraînement de l'ordre Jogye du bouddhisme coréen.
Dans cet endroit, de nombreux moines se plongent dans l'étude et dans la méditation Seon. C'est également le temple siège du 7e district religieux de l'ordre Jogye et supervise 36 temples dans la région de Naepo, dans la province du Chungcheong du Sud.

## Propriétés culturelles
De tous les éléments du patrimoine culturel du temple de Sudeoksa, le plus important est sa salle principale du Bouddha (trésor national n° 49).
De plus, les multiples plans créés par les supports et les murs font référence à une peinture abstraite.
Le temple Sudeoksa possède cinq éléments du patrimoine culturel désigné par l'État.
Deux d'entre eux sont une peinture sur rouleau représentant le Bouddha Rocana (trésor n° 1263) et le Bouddha Sakyamuni assis en bois des Trois Temps (Trésor n° 1381).
Il contient également cinq éléments du patrimoine culturel matériel de la province du Chungcheong du Sud et quatre éléments du patrimoine culturel matériel et du patrimoine culturel.
Au total, le temple Sudeoksa possède 15 éléments du patrimoine culturel de Corée du Sud.
À l'intérieur du temple, certaines plaques représentant la calligraphie de Kim Jeong-hui sont visibles.
De plus, le temple possède le geomungo du roi Gongmin, un luth coréen à six cordes, qui a été offert au Maître Mangong par le prince Yi Gang, le deuxième fils du roi Gojong.
Yi Jo-muk, calligraphe et peintre renommé de la fin de l'ère Joseon, et un poème de Maître Mangong sont inscrits sur ce geomungo.
Dispersés autour du sommet du mont Deoksungsan, derrière le temple de Sudeoksa se trouvent le temple Jeonghyesa et le Seon Hall.
Le temple Jeonwolsa, au sommet du mont Deoksungsan, est l'endroit où Mangong a passé ses dernières années.
Près de cet endroit se dresse le stupa du Vén Mangong sur lequel est écrit le passage : « Le monde entier est une seule fleur ». 
Le stupa est inscrit au patrimoine culturel (n°473).

## Tourisme
Le temple est une destination touristique offrant à ses visiteurs un programme d'hébergement dans le temple pendant 48 heures,.

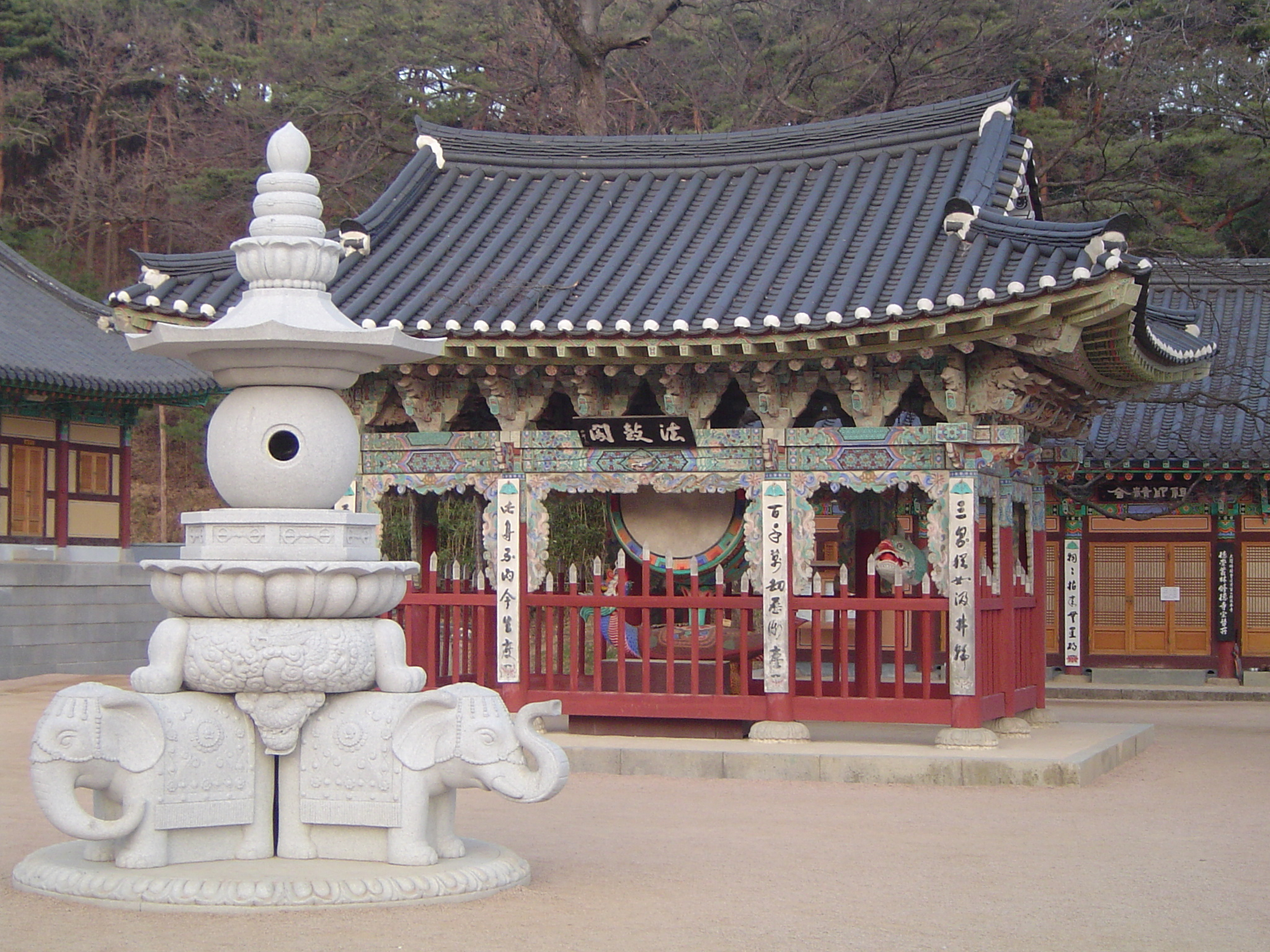
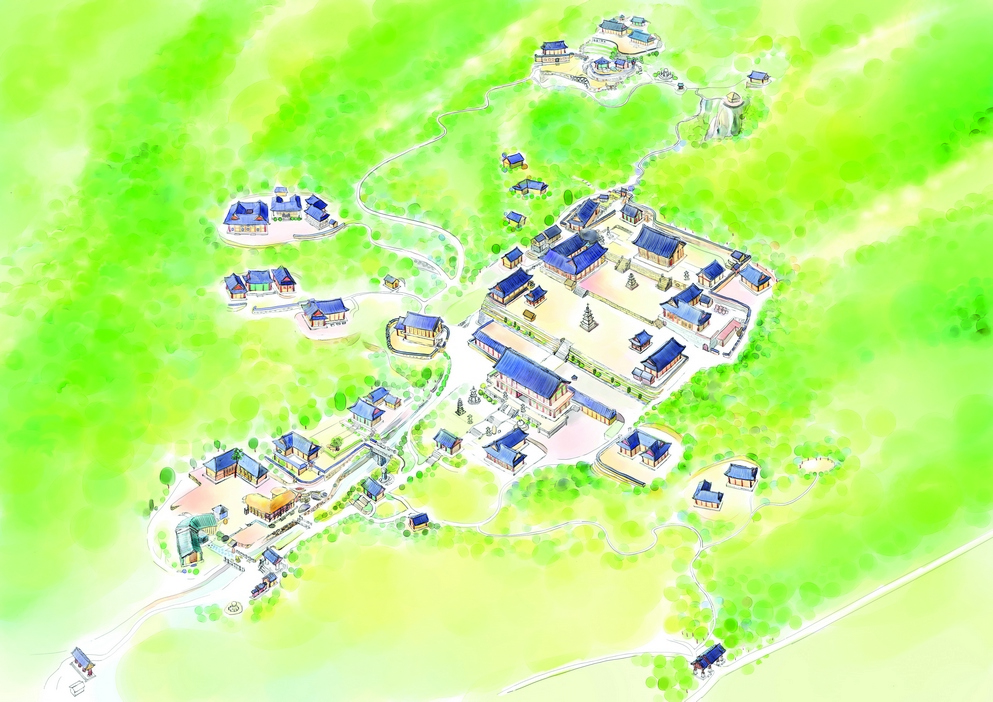